# George Band
George Christopher Band (Taiwán, 2 de febrero de 1929 – Hampshire, 26 de agosto de 2011)) fue un alpinista y geólogo británico. Fue el alpinista más joven entre los miembros de la expedición al Everest de 1953 protagonizada por Edmund Hillary. En 1955 protagonizó la primera ascensión de la historia al Kanchenjunga.

## Biografía
George Band nació en Taiwán en el que por aquel entonces era territorio controlado por los japoneses. Sus padres trabajaron como misioneros. Estudió en el Eltham College de Londres y en el Queens' College de la Universidad de Cambridge, donde cursó geología e ingeniería del petróleo. Durante el servicio militar, fue oficial en el Real Cuerpo de Señales y también fue presidente del Club de Montañismo de la Universidad de Cambridge. A los 23 años, fue el alpinista más joven de los miembros de la expedición al Everest dirigida en 1953 por el coronel John Hunt, y que convirtió a Edmund Hillary y al sherpa Tenzing Norgay en los primeros hombres en alcanzar la cima. En 1955 ascendió al Kanchenjunga, la tercera montaña más alta de la tierra, en una expedición dirigida por Charles Evans. Con Joe Brown fue la primera ascensión de esta montaña. Por respeto a la religión y los tabús de la zona, decidieron quedarse unos pocos metros por debajo. Posteriormente realizó expediciones en los Alpes, el Cáucaso, Perú y en el Karakorum.
En 1957 comenzó a trabajar como geólogo en el Royal Dutch Shell, donde colaboró durante 26 años en 7 países. Ocupó cargos de honor como la presidencia de la Fundación Monte Everest y del Consejo de la Royal Geographical Society. En 2009 fue galardonado por sus méritos de alpinista con la Orden del Imperio Británico como oficial. Fue presidente del British Mountaineering Council (BMC) desde 1996 a 1999 y patrón de la BMC.

## Obras publicadas
- Road to Rakaposhi (1955)[3]
- Everest: 50 Years on Top of the World (2003)[3]
- Summit (2006), a celebration of 150 years of the Alpine Club.[3]